# Rábaszentandrás
Rábaszentandrás [rába-sent-andráš] (do roku 1913 pouze Szentandrás) je obec v Maďarsku v župě Győr-Moson-Sopron, spadající pod okres Csorna. Nachází se asi 17 km jihovýchodně od Csorny a asi 43 km jihozápadně od Győru. V roce 2015 zde žilo 479 obyvatel. Dle údajů z roku 2011 tvoří 71,8 % obyvatelstva Maďaři, 0,8 % Němci, 0,4 % Romové a 0,2 % Rumuni, přičemž 28 % obyvatel se ke své národnosti nevyjádřilo.
Obec byla poprvé písemně zmíněna v roce 1469 pod názvem Zenthandras. Svým zastavěným územím přímo navazuje na sousední velkou obec Szany. Nachází se zde katolický kostel svatého apoštola Ondřeje (Szent András apostol templom), podle něhož byla obec pojmenována, a evangelický kostel. Obcí prochází vedlejší silnice 8424. Součástí obce je také osada Vincefőpuszta. Asi 2 km jižně od obce protéká řeka Rába.

## Sousední obce
| Růžice kompasu |       | Egyed           |          | Růžice kompasu |
| Růžice kompasu | Szany | Sever           | Sobor    | Růžice kompasu |
| Růžice kompasu | Szany | Rábaszentandrás | Sobor    | Růžice kompasu |
| Růžice kompasu | Szany | Jih             | Sobor    | Růžice kompasu |
| Růžice kompasu |       | Várkesző        | Marcaltő | Růžice kompasu |